# The Laramie Project (film)
The Laramie Project è un film per la televisione scritto e diretto da Moisés Kaufman, basato sull'omonima opera teatrale scritta dallo stesso Kaufman assieme ai membri del Tectonic Theater Project e incentrata sulle reazioni della popolazione di Laramie, cittadina nello stato del Wyoming, all'omicidio del ventunenne Matthew Shepard, avvenuto nel 1998, considerato un crimine d'odio motivato dall'omofobia.
Il film è realizzato in stile documentaristico, mostrando oltre duecento interviste realizzate durante i mesi del processo agli assassini di Shepard, mentre altri eventi realmente accaduti sono stati reinterpretati dagli attori.

## Distribuzione
Il film è stato presentato in anteprima al Sundance Film Festival nel gennaio 2002. A febbraio 2002 è stato presentato al Festival di Berlino. È stato trasmesso sul canale via cavo HBO il 9 marzo 2002. È stato distribuito nelle sale italiane il 2 giugno 2004.

## Riconoscimenti
- 2002 - Emmy Award
  - Candidatura a Miglior film per la televisione
  - Candidatura a Migliore regia per una miniserie o film TV
  - Candidatura a Migliore sceneggiatura per una miniserie o film TV
  - Candidatura a Miglior casting per una miniserie, film TV o speciale
- 2002 - National Board of Review
  - Miglior film realizzato per la TV via cavo
- 2013 - Satellite Award
  - Candidatura a Miglior film per la televisione
  - Candidatura a Miglior attrice non protagonista in una miniserie o film TV (Frances Sternhagen)
  - Candidatura a Miglior attore non protagonista in una miniserie o film TV (Jeremy Davies)
  - Candidatura a Miglior attore in una serie, miniserie o film TV (Terry Kinney)
- 2002 - Outfest
  - Special Programming Committee Award for Outstanding Artistic Achievement
- 2002 - Humanitas Prize
  - 90 Minute or Longer Network Category
- 2002 - Gotham Award
  - Candidatura al Open Palm Award
- 2002 - Festival di Berlino
  - First Movie Award - Special Mention
- 2003 - GLAAD Media Award
  - Miglior film per la televisione